# Siderazoto
Il siderazoto è un minerale scoperto nel 1876 sul vulcano Etna in Sicilia in Italia composto da ferro ed azoto (da cui il nome). La validità della specie, a lungo ritenuta dubbia per mancanza di analisi approfondite sulla sua composizione, è stata confermata dall'IMA nel 2021.

## Morfologia
Il siderazoto è stato trovato sotto forma di sottili pellicole sulla superficie della lava.

## Origine e giacitura
Il siderazoto si forma per sublimazione dalla lava.